# Ceraticelus orientalis
Ceraticelus orientalis är en spindelart som beskrevs av Kirill Yeskov 1987. Ceraticelus orientalis ingår i släktet Ceraticelus och familjen täckvävarspindlar. Inga underarter finns listade i Catalogue of Life.